# 16730 Nijisseiki
16730 Nijisseiki è un asteroide della fascia principale. Scoperto nel 1996, presenta un'orbita caratterizzata da un semiasse maggiore pari a 2,3622094 UA e da un'eccentricità di 0,2148274, inclinata di 1,61358° rispetto all'eclittica.